# Yuriy Makarov
Yuriy Volodymyrovych Makarov (em ucraniano: Ю́рій Володи́мирович Мака́ров; nascido em 24 de abril de 1955) é um jornalista ucraniano, apresentador de TV, documentarista e escritor de origem russa. Até 2009, foi editor-chefe da revista “The Ukrainian Week”; de 2017 a 2019, Makarov foi membro da diretoria da Suspilne TV e, desde 2019, é editor-chefe da Suspilne TV. Desde 2019, ele é o presidente do Comitê do Prêmio Nacional Taras Shevchenko da Ucrânia. Jornalista Homenageado da Ucrânia. Membro do PEN Ucrânia.

## Biografia
Ele nasceu em Sófia, capital da Bulgária, em uma família de imigrantes russos. Seu pai é químico, prisioneiro político entre 1973-1978, que mais tarde se mudou para a França. A mãe é cantora, solista do Ukrkoncert e da Filarmônica de Kiev.
Makarov se formou na Universidade Nacional Taras Shevchenko de Kiev, faculdade de filologia romano-germânica (1972–77), onde estudou sob a orientação de Kostiantyn Tyshchenko. Em 1977-1980, foi assistente de laboratório no Departamento de Línguas e professor de francês no Conservatório de Kiev.
De 1980 a 1987, foi correspondente e revisor do escritório editorial industrial e econômico da Agência de Rádio e Telégrafo da Ucrânia (RATAU).
Entre 1987-1993, Makarov foi editor e diretor no estúdio " Kyivnaukfilm ".
Em 1996, Makarov se tornou apresentador dos programas 1+1 "Império do Cinema", "Telemania", "Café da Manhã com 1+1", "Projeto Especial de Yuriy Makarov", "Dokument". Em 1998, ele se tornou o editor-chefe da empresa de televisão.
De 2008 a 2010, no First National Channel (atualmente Suspilne), ele foi o apresentador do programa Cultural Front. De 2011 a 2013, trabalhou no canal “TVi” como apresentador dos programas ‘Civilização’ e “Civilização 2.0”. Desde 2015 é co-apresentador do talk show “Guerra e Paz” (junto com Yevhen Stepanenko) no canal “UA:Pershiy” (agora Suspilne) e entre 2017 e 2020 foi membro da diretoria da Suspilne, tornando-se editor-chefe em 2020.
No outono de 2007, ele chefiou a revista "Semana Ucraniana", deixou o cargo de editor-chefe em setembro de 2009 e, desde então, é colunista permanente da publicação.
Makarov também foi membro do Comitê do Prêmio Nacional Taras Shevchenko da Ucrânia (desde dezembro de 2016) tornando-se presidente do Comitê em dezembro de 2019.